# Tyst område
Ett tyst område, ett bullerfritt område eller en tyst zon är ett område med mycket låg nivå av buller. I sammanhanget kan även nämnas stora opåverkade områden, exempelvis naturreservat och friluftsområden som ibland överlappar med tysta områden, men inte alltid. Begreppen används inom samhällsplanering för att peka ut områden som är helt opåverkade från buller, eller är påverkade i mindre utsträckning. Det är särskilt naturområden och områden med stora upplevelsevärden som är aktuella. Ett område som är fritt från buller kan samtidigt påverkas av ljud som är önskade, vilket påverkas av tidpunkt och plats samt tidigare erfarenheter och förväntningar av platsen. Fågelsång och bruset av rinnande vatten i naturområden är exempel på önskade ljud som kan förekomma i ett tyst område. Begreppet kan användas i såväl urbana som rurala sammanhang.  
Enligt ett direktiv från EU ska alla medlemsstater rapportera strategier kring tysta områden.En undersökning gjord av ljudmiljöcentrum, publicerad 2018, visar att intresset för tysta områden är stort i Sveriges kommuner, men att det finns utvecklingspotential vad gäller tillgängliggörande, marknadsföring och uppföljning.